# İsmail Yüksek
İsmail Yüksek, né le 26 janvier 1999 à İznik, est un footballeur international turc, qui joue au poste de milieu défensif au Fenerbahçe SK.

## Biographie

### En club
İsmail Yüksek dispute son premier match avec le Gölcükspor le 2 septembre 2018 face au Diyarbakırspor en quatrième division turque. Il inscrit son premier but le 10 novembre 2018 face au Halide Edip Adıvar SK. Il est le meilleur buteur du Gölcükspor lors de la saison 2019-2020 avec 8 réalisations.
Le 8 mai 2020, un accord est annoncé pour le transfert de Yüksek au Fenerbahçe SK pour la saison 2020-2021. Le 5 octobre 2020, il est prêté au Balıkesirspor en deuxième division turque.
Le 12 janvier 2021, son prêt prend fin, et il fait son retour au Fenerbahçe, avec qui il dispute son premier match en Süper Lig le 18 janvier 2021 face au MKE Ankaragücü.
Le 1er février 2021, il retourne en prêt en deuxième division, cette fois à l'Adana Demirspor, avec qui il est sacré champion à l'issue de la saison.
Le 14 août 2021, il est prêté au Bursaspor, où il a déjà joué durant son enfance, et qui évolue alors en deuxième division. Yüksek ne peut empêcher la relégation du club en fin de saison.
À son retour à Fenerbahçe en 2022, İsmail Yüksek dispute son premier match européen le 20 juillet 2022 contre le Dynamo Kiev en qualifications à la Ligue des champions. Il inscrit son premier but sur la scène européenne le 25 août 2022 face à l'Austria Vienne en barrage de qualifications à la Ligue Europa.
Le 20 janvier 2023, il prolonge son contrat avec Fenerbahçe jusqu'en 2027.

### En sélection
Le 22 septembre 2022, İsmail Yüksek honore sa première sélection en équipe de Turquie contre le Luxembourg en Ligue des nations. Il remplace Orkun Kökçü à dix minutes du terme de la rencontre et inscrit le but de l'égalisation à la 87e minute de jeu. 
Yüksek est titularisé pour la première fois à l'occasion de sa septième sélection, face à l'Arménie en qualifications à l'Euro 2024 le 8 septembre 2023. 
Le 12 octobre 2023, lors d'une victoire en Croatie en qualifications à l'Euro, Yüksek se distingue par ses 8 tacles réalisés, ses 16 duels remportés et ses 12 ballons récupérés. Il est le premier joueur des éliminatoires à atteindre ces totaux. 
Le 7 juin 2024, il figure dans la liste définitive des 26 joueurs sélectionnés par Vincenzo Montella pour disputer  l'Euro 2024. 

## Palmarès
- Vainqueur de la Coupe de Turquie en 2023 avec le Fenerbahçe SK
- Vainqueur du Championnat de Turquie de deuxième division en 2021 avec l'Adana Demirspor